# 라 조콘다 (오페라)

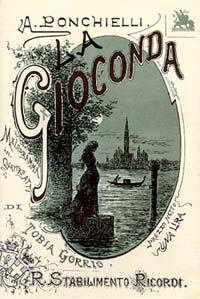

라 조콘다(이탈리아어: La Gioconda)는 아밀카레 폰키엘리가 작곡한 4막의 그랜드 오페라이다. 빅토르 위고의 희곡 안젤로(프랑스어: Angélo, tyran de Padoue)를 기초로 아리고 보이토(그는 아나그램을 이용하여, 토비아 고리오라는 가명을 사용함)가 이탈리아어 대본은 작성하였다. 1876년 4월 8일, 밀라노의 스칼라 극장에서 초연되었다.

## 등장인물
- 주요 배역

라 조콘다 - 베네치아의 발라드 가수, 소프라노
라 치에카 - 그녀의 눈먼 어머니, 알토
알비세 공작 - 종교재판소장, 베이스
라우라 - 그의 부인, 메조소프라노
엔초 그리말도 - 라우라와 조콘다의 사랑을 받는 귀족, 테너
바르나바 - 종교재판소의 밀정, 베이스
- 조역 및 기타

추아네 - 경조 선수, 베이스
이세포 - 테너
수도승 - 바리톤
두명의 거리의 가수들 - 바리톤
무대밖 가수 - 베이스
멀리서 들리는 목소리 - 테너
위원회장, 10인 위원회 조사단, 배젓는 사람, 선장, 무어인, 하인 - 묵음
노동자들, 위원들, 성직자들, 귀족들, 선원들, 아이들 - 합창

## 줄거리
- 17세기 베네치아

### 1막
- 공작 알비세의 성내의 뜰, 사자의 입 부조 앞

### 2막
- 엔초의 배 위

### 3막
- 공작 알비세의 성 안의 회랑

### 4막
- 오르파노 운하, 라 조콘다가 사는 주데카 섬, 황폐한 성 안의 방

## 유명한 아리아
- 1막: 여인의 음성인가 천사의 음성인가? Voce di donna o d'angelo? (라 치에카)
- 1막: 로만차: 인자한 그 목소리 (조콘다)
- 2막: 하늘과 바다 Cielo e mar (엔초)
- 2막: 로만차: 바다를 가는 자의 별이여 (라우라)
- 4막: 관현악곡 및 무용 장면: 법무장관 알비제의 관저의 연회에서 연주되는 '시간의 춤'
- 4막: 조콘다의 아리아 '자살' Suicidio!